# Walter Ribonetto
Walter Darío „Tino” Ribonetto (ur. 6 lipca 1974 w Corral de Bustos) – argentyński piłkarz występujący na pozycji środkowego obrońcy, trener piłkarski, od 2025 roku prowadzi Godoy Cruz.